# الدوري البلغاري الممتاز 1998-99
الدوري البلغاري الممتاز 1998-99 (بالبلغارية: „А“ група 1998/99)‏ هو الموسم 75 من الدوري البلغاري الممتاز. أشرف على تنظيمه اتحاد بلغاريا لكرة القدم، وكان عدد الأندية المشاركة فيه 16، وفاز فيه نادي ليتكس لوفتش.